# 中里皆瀬地域
中里皆瀬地域（なかざとかいぜちいき）は、長崎県佐世保市中北部の地域である。旧北松浦郡中里村及び皆瀬村。
中里には江戸時代に平戸往還の宿場が設けられていた。明治以降は炭鉱が栄えたが昭和中期までに閉山、前後して相浦川沿いに住宅地の開発が進んだ。現在は相浦川南側に通る国道204号（新道）沿いに郊外型ロードサイド店舗が多数進出している。

## 地理
- 山：五蔵岳、妙観寺峠
- 河川：相浦川、小川内川
- 溜池：菰田貯水池（菰田ダム）

## 町名
1958年（昭和33年）、免・字を廃止し町名を設置した。
| 町名設置前       | 町名設置後 |
| ---------------- | ---------- |
| 中里村黄斑免     | 踊石町     |
| 中里村上本山免   | 上本山町   |
| 中里村川上免     | 上本山町   |
| 中里村下本山免   | 下本山町   |
| 中里村四反田免   | 下本山町   |
| 中里村岳野免     | 岳野町     |
| 中里村中里岡免   | 中里町     |
| 中里村井手原免   | 中里町     |
| 中里村高筈免     | 中里町     |
| 中里村八ノ久保免 | 八の久保町 |
| 中里村吉岡免     | 吉岡町     |
| 中里村朝ノ気免   | 吉岡町     |
| 皆瀬村上小川内免 | 小川内町   |
| 皆瀬村浪瀬免     | 皆瀬町     |
| 皆瀬村楠木免     | 楠木町     |
| 皆瀬村菰田免     | 菰田町     |
| 皆瀬村白新田免   | 白仁田町   |
| 皆瀬村十文野免   | 十文野町   |
| 皆瀬村野中免     | 野中町     |
| 皆瀬村下小川内免 | 牧の地町   |

### 旧中里村
- 踊石町（おどりいしちょう）

町名は黄斑免の小字「踊石」から。小川内川右岸の山間部で、中里の北東端にあたる。皆瀬幼稚園があり、市道が皆瀬方面に拡張されている都合上、中里よりも皆瀬との関係が深い。緩やかな斜面上にあり、集落は川沿いの平地に集中している。水田と山林がほとんどを占める。
- 上本山町（かみもとやまちょう）

中里の東端にあたり、小川内川を挟んで皆瀬町に対面する。市役所中里皆瀬支所・公民館、農協、中里駅が位置するが、中里の中心地からは大きく離れている。国道204号のバイパス沿線にはスーパーマーケットやカーディーラーが並び、旧道沿いに古くからの集落が並ぶほか、北部の山手には桧台ニュータウンが造成されている。
- 下本山町（しももとやまちょう）

中里の北西端にあたり、国道204号と県道11号（相浦地域方面）が分岐する交通の要衝。交差点付近にロードサイドショップが並び、北側の旧道沿いには本山駅があり、集落が集中する。国道バイパス工事で弥生時代の集落「四反田遺跡」が発見されている。旧国道そばのいわゆる「嘘越」と呼ばれる地域には、佐世保市北部のゴミを処分する西部クリーンセンターが位置する。
- 岳野町（たけのちょう）

中里の北部に位置し、佐々町に接する。相浦川と佐々川の分水嶺の南斜面にあたり、緩やかな斜面となっているため、灌漑溜池が点在し、山間部ながら棚田が発達している。民家は各地に点在し、農地のほかは山林に覆われている。
- 中里町（なかざとちょう）

中里の南部に位置し、相浦地区と接する。相浦川左岸の旧中里宿から将冠岳中腹の高筈まで細長く広がっている。中里宿は平戸往還の本陣が置かれた宿場で、当時の町割が残る。高筈は農地だが、中里宿に下りる道は険しく、途中は山林に覆われている。中里小学校の通学路は狭く、登校時は一方通行となる。中里中学校は皆瀬からの通学を考慮して町の東の外れにある。
- 八の久保町（はちのくぼちょう）

中里の北西に位置し、佐々町に接する。緩やかな斜面上にあり、旧平戸往還の半坂越が現在も主要な交通路である。なだらかな勾配のため、半坂越はほぼ一直線に峠まで上りきる。集落は半坂峠付近に固まり、斜面は棚田や茶畑など農地として活用されている。
- 吉岡町（よしおかちょう）

中里の最東端で、対岸の皆瀬地区野中町よりも東に張り出して大野地域の瀬戸越町と接する。将冠岳北麓の斜面上にあり、中腹から山頂にかけては山林。旧平戸往還沿線は古くからの農村である。佐世保商業高校への通学路は険しい。国道沿いの平地には、炭鉱転換団地の希望が丘団地やロードサイドショップが並ぶ。小学校の校区は町の東西で皆瀬小学校・中里小学校に分かれる。

### 旧皆瀬村
- 小川内町（おがわちちょう）

皆瀬の北部に位置し、吉井町に接する。小川内川の谷に沿って水田と集落があるが、佐世保市営バス十文野小川内線の終点となっている。妙観寺トンネルの開通によって吉井方面（県道40号）の交通量が急増しており、道路拡張工事が進んでいる。
- 皆瀬町（かいぜちょう）

皆瀬の西端にあたり、相浦川と小川内川の合流点。皆瀬の中心地で、皆瀬駅・皆瀬小学校が位置する。バイパスが対岸の吉岡町を通過するため、国道204号の旧道沿いの商店は凋落傾向にある。奥の丘陵部に大野小学校まで抜ける市道が整備されたため、旧道よりも市道脇の交通量が増え、宅地化が進んでいる。
- 楠木町（くすのきちょう）

皆瀬の東端にあたり、大野地区原分町に接する。町の最大の施設であるゴルフ場は、反対側の知見寺町から入る。ゴルフ場より下の斜面に集落と農地が点在するほかは、ほとんどが山林に覆われている。
- 菰田町（こもだちょう）

皆瀬の北端にあたり、世知原町と接する。世知原に抜ける県道11号はヘアピンカーブが連続する上に、世知原側の拡張工事が遅れていることから、交通量はさほど多くない。菰田ダム周辺には棚田が点在するが、町域のほとんどは山林。江里峠付付近の県道沿いに民家が点在し、畜舎がたまに見られる。
- 白仁田町（しらにたちょう）

皆瀬の中部にあり、小川内川を挟んで小川内町に対面する。菰田ダム直下の谷底には水田が発達している。集落は下流に集中し、東部の丘陵地にも散在している。
- 十文野町（ともんのちょう）

皆瀬の中央部にあり、楠木町・白仁田町に挟まれた山間部。朝夕に市営バス・西肥バスが大野～小川内間を結んでおり、「十文野経由」としてバス利用者には名を知られているが、便数が少ないことから、どこを走っているのかはあまり知られていない。市内水道施設の嚆矢である岡本貯水池が位置する。
- 野中町（のなかちょう）

皆瀬の東端に当たり、原分町に接する。大野地区の郊外住宅地の延長線上にあり、宅地化が進んでいる。皆瀬まで抜ける市道に誘引され、昔ながらの棚田も宅地化が目覚しい。国道204号の旧道が通り、野中駅があるが、対岸の吉岡町にバイパスが開通したため旧道の交通量は激減し、商業は停滞傾向にある。
- 牧の地町（まきのじちょう）

皆瀬の北西にあたり、佐々町に接する。急峻な斜面にあるために佐々との関係は薄く、ヘアピンカーブを連続して小川内町の妙観寺峠を越えて吉井に達する通過地点であった。妙観寺トンネル開通後も、西肥バスの路線が維持され、町内を通過する。

## 交通

### 鉄道
- 松浦鉄道西九州線
  - 本山駅 - 中里駅 - 皆瀬駅 - 野中駅

### バス
- 西肥自動車兼させぼバス

## 道路
- 国道204号
- 長崎県道11号佐世保日野松浦線

（これらの道路は下本山～皆瀬間で重複している）
- 長崎県道40号佐世保吉井松浦線

## 施設

### 公共
- 佐世保市役所中里皆瀬支所
- 中里皆瀬地区公民館

### 教育機関

#### 高等学校
- 長崎県立佐世保商業高等学校

#### 中学校
- 佐世保市立中里中学校

#### 小学校
- 佐世保市立皆瀬小学校
- 佐世保市立中里小学校

### 商業
- エレナ吉岡店
- マックスバリュ中里店
- モスバーガー佐世保中里店